# Rối loạn cảm xúc và hành vi
Rối loạn cảm xúc và hành vi (EBD, còn được gọi là rối loạn hành vi và cảm xúc (ICD-10); đề cập đến phân loại khuyết tật được sử dụng trong các cơ sở giáo dục cho phép các tổ chức giáo dục cung cấp giáo dục đặc biệt và các dịch vụ liên quan cho học sinh hiển thị tiến bộ xã hội và/hoặc học tập kém.
Việc phân loại thường được trao cho học viên sau khi tiến hành Phân tích hành vi chức năng của họ. Những học sinh này cần hỗ trợ hành vi cá nhân như Kế hoạch can thiệp hành vi, để nhận được một nền giáo dục công lập miễn phí và phù hợp. Học sinh mắc EBD có thể đủ điều kiện tham gia Chương trình Giáo dục Cá nhân (IEP) và/hoặc ở trong lớp học thông qua Kế hoạch 504.

## Lịch sử

### Lịch sử ban đầu
Trước khi bất kỳ nghiên cứu nào được thực hiện về đề tài này, bệnh tâm thần thường được cho là một hình thức bị ma quỷ hoặc phù thủy điều khiển. Vì nhiều điều chưa được biết đến, có rất ít hoặc không có sự phân biệt giữa các loại bệnh tâm thần khác nhau mà chúng ta đề cập đến ngày nay. Thông thường, họ đã được xử lý bằng cách thực hiện trừ tà trên bất kỳ người nào có dấu hiệu của bất kỳ bệnh tâm thần nào. Vào đầu những năm 1800, các trại tâm thần đã xuất hiện ở Mỹ và châu Âu. Ở đó, bệnh nhân bị đối xử tàn nhẫn và thường được các bác sĩ trong lĩnh vực chuyên môn gọi là những người điên. Trọng tâm chính của các trại/bệnh viện tâm thần là cách ly những người mắc bệnh tâm thần khỏi cộng đồng. Năm 1963, Đạo luật Xây dựng Trung tâm Sức khỏe Tâm thần Cộng đồng (Luật Công 88-164), đã được quốc hội thông qua và được John F. Kennedy ký, với việc cung cấp tài trợ liên bang cho các trung tâm sức khỏe tâm thần cộng đồng. Đạo luật này đã thay đổi cách xử lý các dịch vụ sức khỏe tâm thần và cũng dẫn đến việc đóng cửa nhiều bệnh viện tâm thần lớn. Nhiều luật đã sớm tuân theo việc hỗ trợ ngày càng nhiều người mắc EBD. Năm 1978 đi kèm với việc thông qua Luật công 94- 142, đòi hỏi giáo dục công cộng và miễn phí cho tất cả trẻ em khuyết tật, kể cả những trẻ mắc EBD. Một phần mở rộng của PL 94-142, PL 99-457, đã được đưa vào hành động nhằm cung cấp dịch vụ cho tất cả trẻ em khuyết tật từ 3-5 tuổi trong năm học 1990-91. PL 94-142 sau đó đã được đổi tên thành Đạo luật Giáo dục Người khuyết tật (IDEA).

### Sử dụng và phát triển thuật ngữ
Các thuật ngữ khác nhau đã được sử dụng để mô tả các rối loạn cảm xúc và hành vi bất thường. Nhiều thuật ngữ như bệnh tâm thần và tâm lý học được sử dụng để mô tả người lớn mắc các bệnh như vậy. Bệnh tâm thần là một nhãn hiệu cho hầu hết những người mắc bất kỳ loại rối loạn nào và thông thường những người mắc chứng rối loạn cảm xúc và hành vi được coi là bị bệnh tâm thần. Tuy nhiên, những thuật ngữ đó đã được tránh khi mô tả trẻ em vì nó có vẻ quá kỳ thị. Vào cuối những năm 1900, thuật ngữ "rối loạn hành vi" xuất hiện. Một số chuyên gia trong lĩnh vực giáo dục đặc biệt chấp nhận thuật ngữ này trong khi những người khác cảm thấy nó bỏ qua các vấn đề tình cảm. Để tạo ra một thuật ngữ thống nhất hơn, Liên minh Giáo dục Sức khỏe Tâm thần và Giáo dục Đặc biệt Quốc gia, bao gồm hơn ba mươi nhóm chuyên nghiệp và vận động, đã đặt ra thuật ngữ "rối loạn cảm xúc và hành vi" vào năm 1988.